# Else Seifert

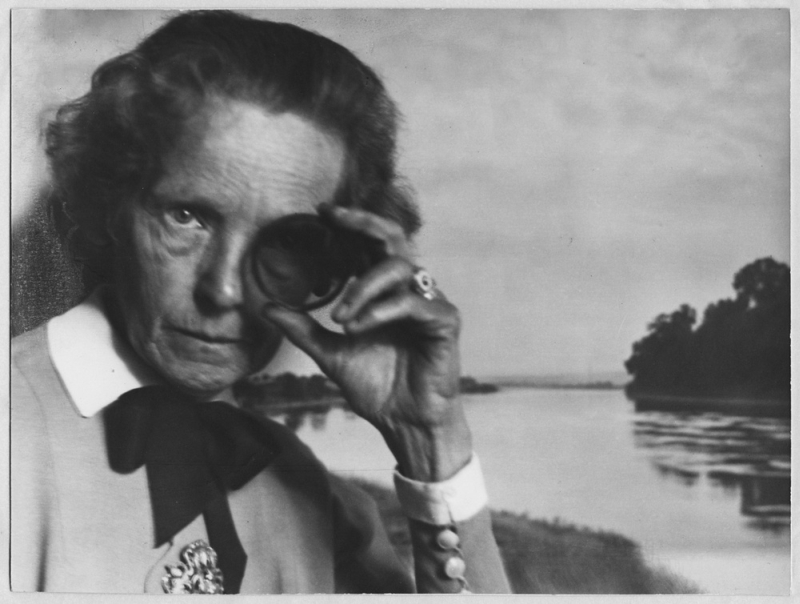
Else Seifert, Selbstbildnis mit vor das linke Auge gehaltenem Aufnahmefilter. Im Hintergrund eine Fotografie der Elbinsel vor Schloss Pillnitz, 1954

Else Seifert (* 9. Dezember 1879 in Dresden; † 23. Juni 1968 ebenda) war eine Dresdner Architekturfotografin. 

## Leben
Else Seifert wurde 1879 in Dresden als Tochter des Kaufmanns Karl Robert Seifert (gest. 1880) und seiner Frau Klara Amalie Juliane (gest. 1918) geboren. Acht Jahre lang besuchte sie die Volksschule, dann ein Jahr lang das Fröbelseminar. Es folgte eine kurze Ausbildung in Buchführung. Drei Jahre arbeitete sie als Erzieherin in Kassel, zehn Jahre in der kaufmännischen Praxis. 1909 bis 1924 war sie als Handelslehrerin an der Städtischen Mädchengewerbe- und Handelsschule in Dresden tätig. Während des Ersten Weltkrieges engagierte sie sich als ehrenamtliche Jugendfürsorgerin. 
Zur Fotografie kam sie eher zufällig. Ihren ersten Apparat bekam sie, ohne ihn sich gewünscht zu haben. Schon 1909 hatte sich Else Seifert der Amateurphotographie zugewandt und war der Dresdner Photographischen Gesellschaft beigetreten. In ihrer Freizeit studierte sie zwei Semester Praktische Photographie und ein Semester Architektur an der Technischen Hochschule Dresden. Es entstanden Stillleben im Stil der Neuen Sachlichkeit. 
1924 ging sie nach Italien. Ihren Lebensunterhalt verdiente sie dort bis 1925 als Krankenpflegerin, nebenher begann sie gewerbsmäßig zu fotografieren. Ein Ergebnis dieser Bemühungen war ihr „Capri-Buch“ mit Texten von Heinrich Lersch, das 1926 im Wolfgang Jess Verlag in Dresden erschien.
Im April 1930 erhielt sie den Auftrag, die Hygiene-Ausstellung 1930/1931 in Dresden zu dokumentieren. 1936 fotografierte sie hier im Rahmen der Reichsgartenschau.

## Werk
Als Else Seifert am 23. Juni 1968 in Dresden starb, waren eigene Versuche gescheitert, ihren fotografischen Nachlass schon zu Lebzeiten in sichere Hände zu geben. Nach ihrem Tod wurde 1969 ein großer Teil ihrer Arbeit (ca. 960 Negative und 1080 Positive) in die Abteilung Deutsche Fotothek der Sächsischen Landesbibliothek gegeben. Anlässlich ihres 125. Geburtstages 2004 wurde durch die Deutsche Fotothek mit der Aufarbeitung des Nachlasses begonnen, der heute auf den dortigen Internetseiten abgerufen werden kann.